# Henri Beaudenom de Lamaze
Ne doit pas être confondu avec Jacques Beaudenom de Lamaze.
Henri Jacques Auguste Beaudenom de Lamaze, né le 1er mai 1848 à Paris et mort le 14 décembre 1938 à Versailles, est un général français ayant servi entre la défaite de 1870 et le début de la Première Guerre mondiale. En septembre 1914, à l’âge de 66 ans, il commande l’aile droite de la 6e armée du général Maunoury pendant la bataille de l’Ourcq et la bataille de l’Aisne.

## Biographie

### Origines familiales
Son père, Amédée Beaudenom de Lamaze, est issu d’une famille de la petite noblesse périgourdine (la seigneurie de Lamaze, théâtre d’affrontements à la Révolution, se trouvait non loin de Brive-la-Gaillarde). Fils de médecin, il devient notaire à Paris où exerce son oncle (dont la veuve épousera le vicomte d’Arlincourt). Amédée Beaudenom de Lamaze se marie en 1845 avec Marie Bonnet, propriétaire,. Il meurt alors que leur fils est âgé de trois ans,.

### États de service
- 1er novembre 1867 : élève à l’École polytechnique[9]
- 1er octobre 1869 : sous-lieutenant à l’École d’application de l’artillerie et du génie
- 10 août 1870 : mobilisé pour la guerre franco-allemande, il est affecté au  4e régiment d'artillerie à Vincennes. Pendant le siège de Paris, il assiste aux batailles de Châtillon, de la Malmaison, de Champigny, puis, promu lieutenant (4 janvier 1871), à celle du mont Valérien[10].
- 5 mai - 7 juin 1871 : campagne de l’intérieur (armée de Versailles).
- 1er novembre 1871 : retour à l’École d’application de l’artillerie et du génie.
- 25 mai 1872 : affecté au  23e régiment d'artillerie à Toulouse, il suit les cours de l’École de cavalerie de Saumur.
- 19 août 1874 : promu capitaine au  30e régiment d'artillerie à Orléans (instructeur d’équitation).
- 20 juillet 1877 : de nouveau affecté au  23e à Toulouse (officier d’état-major et aide de camp du général de Narp).
- 24 octobre 1879 : admis à l’École supérieure de guerre.
- 10 octobre 1881 : breveté d’état-major, affecté à la 20e division d'infanterie à Saint-Malo.
- 27 juin 1882 : état-major du gouvernement militaire de Paris.
- 8 mars 1886 : affecté au 1er régiment d'artillerie.
- 1er août 1888 : promu chef d’escadron, commande l’artillerie de la  4e division de cavalerie.
- 15 septembre 1889 : commande l’artillerie de la 5e division à Fontainebleau.

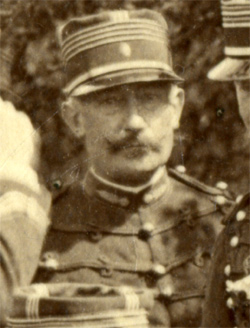
Lamaze en 1891

- 11 octobre 1892 : directeur de la division d’instruction de l’École d’application de l’artillerie et du génie.
- 2 octobre 1893 : promu lieutenant-colonel au 8e régiment d’artillerie.
- 7 septembre 1894 : affecté au 39e régiment d'artillerie à Toul.
- 2 mars 1898 : promu colonel.
- 30 septembre 1901 : affecté à l’état-major du  13e corps d'armée à Clermont-Ferrand.
- 9 octobre 1903 : promu général de brigade, commande la cavalerie du  9e corps d'armée à Tours.
- 1er août 1905 : commande l’artillerie du 10e corps d'armée à Rennes.

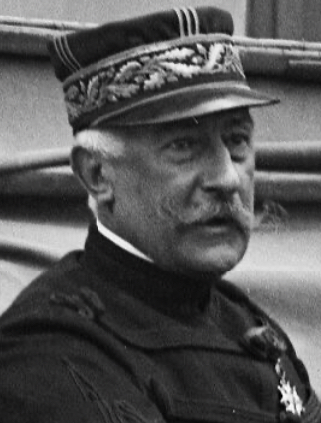
Le général de Lamaze en 1906

- 15 mars 1910 : promu général de division, commande la 29e division d'infanterie à Nice[8].

Passé dans la section de réserve en mai 1913, il est rappelé à l’âge de 66 ans, le 24 août 1914 (trois semaines après le déclenchement de la Première Guerre mondiale), pour endiguer l’invasion allemande.

### Première Guerre mondiale

#### Bataille de l’Ourcq
Le général Gallieni, gouverneur militaire de Paris, confie au général de Lamaze un groupe de 30 000 hommes qui deviendra le 37e corps d’armée, composé de deux divisions de réserve (la 55e et la 56e, commandée par le général de Dartein) et d’une brigade d’infanterie marocaine. Son groupe est intégré à la 6e armée du général Michel Maunoury, ancien condisciple de Lamaze à polytechnique, lui aussi retraité (ils avaient combattu ensemble pendant la guerre de 1870). Gallieni, lui même sous les ordres de Joffre, charge Maunoury d’affronter la Ire armée de la Deutsches Heer (commandée par le général von Kluck), qui marche en direction de Paris à la fin du mois d’août, avant de se rabattre vers Meaux le 3 septembre.
Le matin du 5 septembre 1914, les 60 000 hommes, de la 6e armée, à laquelle s’est joint le 7e corps d’armée du général Vautier, sont positionnés au nord-est de Paris, entre Claye et Dammartin-en-Goële. À leur droite, six divisions menées par John French, le commandant du corps expéditionnaire britannique, comblent l’intervalle entre la 6e et la 5e armée, positionnée au nord de Provins. La ligne de défense, dont la 6e armée constitue l’aile gauche, s’étend jusqu’à Verdun, sur un arc de cercle de plus de 200 kilomètres, avec en son cœur la 9e armée du général Foch.
Joffre ordonne à la 6e armée de repousser les Allemands au delà de l’Ourcq avant le coucher du soleil. À midi, les troupes du général de Lamaze s’avancent en trois colonnes vers des points situés en hauteur : Penchard, Monthyon et Saint-Soupplets, où les attend le IVe corps de réserve allemand détaché par le général von Kluck. C’est le début de la première bataille de la Marne, carnage d’une semaine auquel participent deux millions de soldats.
Les hommes de Lamaze, qui vont au feu pour la première fois, font reculer les Allemands au prix de lourdes pertes. L’écrivain Charles Péguy, lieutenant du 276e régiment d'infanterie incorporé au groupe de Lamaze, est tué à Villeroy ce 5 septembre. Après des heures de combat dans la chaleur estivale, Lamaze installe pour la nuit une ligne entre Montgé, Iverny et Charny. Au soir, les Français ne se sont pas emparés des cibles visées et demeurent loin de l’Ourcq. Dartein réussit à prendre Saint-Soupplets dans un combat de nuit. Les Allemands, menacés sur leur droite par le 7e corps de Vautier, évacuent Monthyon et Penchard, dont Lamaze s’empare au matin du 6 septembre.
De son côté, le corps expéditionnaire britannique de French ne parvient pas à faire la jonction avec la 6e armée à Meaux pour envelopper l’ennemi. Réalisant la fatigue des Anglais (qui battent en retraite à marche forcée depuis deux semaines) et le danger présenté par la 6e armée, Kluck décide de concentrer ses forces sur les Français et d’envoyer deux corps soutenir le IVe de réserve
Le 6 septembre 1914, comme tous les généraux, Beaudenom de Lamaze reçoit un ordre de Joffre resté dans les mémoires : « se faire tuer sur place plutôt que de reculer ». Le haut commandement adverse donne des directives semblables. Le groupe de Lamaze, bravant l’artillerie ennemie sur plus d’un kilomètre, se confronte aux Allemands dans un terrible corps à corps à la baïonnette. Peu après midi, les renforts dépêchés par Kluck arrivent et interrompent l’avancée française. Trois groupes d’artillerie envoyés par Gallieni viennent renforcer le groupe de Lamaze. À la fin de la journée, il occupe la ligne Chambry-Marcilly. Les Britanniques ont quant à eux atteint Coulommiers.
Les combats reprennent le 7 septembre et la supériorité de l’artillerie lourde allemande se fait sentir. Gallieni rend visite au général de Lamaze sur les hauteurs de Monthyon, d’où il voit exploser les fameuses « marmites » allemandes (des obus de gros calibres libérant à l’impact une épaisse fumée noire, orange et violette).
Dans la nuit du 7 au 8 septembre, la 7e division est acheminée vers le front pour se joindre au 7e corps d’armée (épisode des taxis de la Marne). La 45e division, composée de zouaves et de tirailleurs algériens et marocains, arrive également pour soutenir le groupe de Lamaze. Le 8 septembre, les combats font rage (à Acy pour le 7e corps et entre Étrépilly et Varreddes pour Lamaze). L’après-midi, les Britanniques avancent jusqu’à La Ferté-sous-Jouarre et contraignent au repli les Allemands, désormais menacés d’être pris en tenaille selon le plan de Joffre et Gallieni. Le 9 septembre, pour couvrir sa retraite, le général von Kluck lance une contre-offensive qui enfonce l’aile gauche de la 6e armée (le 7e corps recule en subissant de lourdes pertes). Les craintes des Français sont dissipées au matin du 10 septembre par l’annonce de la retraite allemande.

#### Bataille de l’Aisne
À la bataille de la Marne succède la « course à la mer ». Maunoury se lance à la poursuite de Kluck, qui marche vers le nord-est en direction de Soissons, jusqu’à traverser l’Aisne où est organisée une position défensive. Le 12 septembre, la 6e armée (renforcée par la 37e division et le 4e corps d’armée) commence à franchir l’affluent et se heurte à l’artillerie lourde allemande. Le 13 septembre, le génie parvient à dresser des passerelles devant Soissons et le groupe de Lamaze passe à son tour l’Aisne. Kluck, qui obtient également de son côté de solides renforts, concentre ses troupes et résiste à la pression de la 6e armée. Devant l’échec de ses offensives, Maunoury compte sur le 13e corps d’armée, qui doit s’emparer de Noyon au nord-ouest, pour opérer une manœuvre d’enveloppement sur son aile gauche.
Le 16 septembre, sur l’aile droite, la brigade marocaine du groupe de Lamaze réussit à percer une partie des barrages ennemis au nord de Soissons. L’ordre est donné à ses hommes de fortifier leurs nouvelles positions, qui résistent le lendemain à une contre-offensive générale des Allemands sur l’axe Noyon-Soissons-Reims. Le 18 septembre, alors que le terrain est alourdi par des pluies torrentielles, Maunoury détache le 4e corps d’armée et Joffre envoie la 2e armée du général de Castelnau afin de soutenir le 13e corps d’armée, submergé par l’ennemi autour de Noyon.
La 6e armée résiste à une nouvelle vague allemande le 20 septembre et reçoit l’ordre de se retrancher : c’est le début de la guerre de position. Maunoury ne se résout pas au blocage du front sur le chemin des Dames et prescrit une nouvelle offensive, qui échoue dans la boue et le brouillard. Les munitions commencent à manquer et l’on constate partout les progrès spectaculaires des travaux défensifs ennemis.
Beaudenom de Lamaze installe son quartier général au château de Belleu. Au cours des semaines suivantes, les officiers de l’état-major soulignent la nécessité de consolider la position française au nord de Soissons, en élargissant la percée réalisée par la brigade marocaine pour sécuriser cette partie du front. Lamaze exprime ses réticences, craignant qu’une telle attaque, faute de moyens, ne déclenche une contre-offensive immédiate qui mettrait en péril le maintien même de ses positions. Maunoury se rend à plusieurs reprises au château de Belleu pour tenter de le convaincre, mais Lamaze s’obstine à refuser toute opération de ce genre. Maunoury finit par s’en remettre au Grand Quartier général. Il confie alors au cryptologue Georges Painvin : « j’ai compris que mon pauvre ami de Lamaze vieillissait. » 
Le 21 novembre, le général de Lamaze est remplacé par le général Berthelot. L’offensive désirée a lieu la deuxième semaine de janvier 1915 et se solde, conformément aux prédictions de Lamaze, par un recul français et de lourdes pertes (Henri Barbusse écrit Le Feu en hommage à ses camarades tués pendant cette bataille). Convoqué pour s’expliquer après « l’affaire de Soissons » par le président de la République Alexandre Millerand, Joffre limoge à son tour Berthelot. Lamaze commande la zone sud du camp retranché de Paris jusqu’en décembre 1915 .

### Dernières années
Georges Painvin célèbre l’amitié fidèle du général de Lamaze, qui rendit fréquemment visite à Michel Maunoury, laissé aveugle et défiguré par un tir allemand en mars 1915. Plusieurs années après la mort de Maunoury, Lamaze confia à Painvin n’avoir jamais discuté avec lui de l’affaire de Soissons après la bataille.

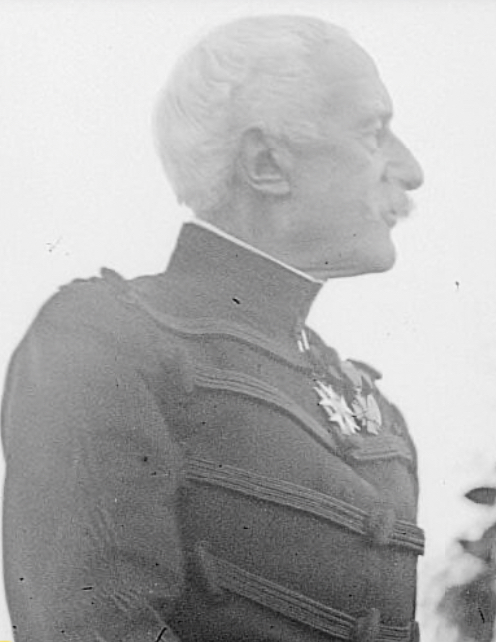
Le général de Lamaze devant le monument aux morts d’Étrépilly (9 septembre 1917)

Henri Beaudenom de Lamaze meurt le 14 décembre 1938 à son domicile du boulevard de la Reine, à Versailles. Son corps est inhumé au cimetière de Montmartre.
Il avait épousé le 16 mai 1876, en l’Église Saint-Thomas-d'Aquin (7e arrondissement de Paris), Cécile de la Croix-Vaubois (1852-1918), fille du général de la Croix-Vaubois et descendante du comte de Vaubois. Il était le grand-père de Jacques Beaudenom de Lamaze, compagnon de la Libération tué à la bataille de Bir-Hakeim.

## Décorations
- Grand-officier de la Légion d’honneur (16 juin 1920)
  - Commandeur le 30 décembre 1911
  - Officier le 17 octobre 1901
  - Chevalier le 4 mai 1889
- Médaille interalliée de la Victoire
- Croix de Guerre 1914-1918
- Médaille Commémorative de la Guerre 1870-1871
- Médaille commémorative de la Guerre 1914-1918